# 加布羅沃市鎮
42°53′N 25°17′E / 42.883°N 25.283°E
加布羅沃市，是保加利亞的城鎮，位於該國中部，由加布羅沃州負責管轄，首府設於加布羅沃，面積555.57平方公里，2009年人口67,501，人口密度每平方公里121.5人。